# Piaggio Roma
Piaggio Roma (seit 2001 Roma Volley) war ein italienischer Männer-Volleyballverein aus Rom, der bis 2002 in der italienischen Serie A spielte.
Piaggio Roma wurde 1996 gegründet und übernahm den Platz in der höchsten italienischen Spielklasse „Serie A1“ von Pallavolo Parma. 2000 gewann Piaggio Rom die Italienische Meisterschaft und den europäischen CEV-Pokal. 2002 wurde die Mannschaft aus wirtschaftlichen Gründen zurückgezogen.